# Condado de Marshall (Tennessee)
El condado de Marshall  (en inglés: Marshall County, Tennessee), fundado en 1836, es uno de los 95 condados del estado estadounidense de Tennessee. En el año 2000 tenía una población de 26.767 habitantes con una densidad poblacional de 28 personas por km². La sede del condado es Lewisburg.

## Geografía
Según la Oficina del Censo, el condado tiene un área total de 974 km² (376,1 mi²), de la cual 972 km² (375,3 mi²) es tierra y 2 km² (0,8 mi²) es agua.

### Condados adyacentes
- Condado de Rutherford noreste
- Condado de Bedford este
- Condado de Lincoln sureste
- Condado de Giles suroeste
- Condado de Maury oeste
- Condado de Williamson noroeste

## Demografía
En el 2000 la renta per cápita promedia del condado era de $38,457, y el ingreso promedio para una familia era de $45,731. El ingreso per cápita para el condado era de $17,749. En 2000 los hombres tenían un ingreso per cápita de $31,876 contra $22,362 para las mujeres. Alrededor del 10.00% de la población estaba bajo el umbral de pobreza nacional.

## Lugares

### Ciudades y pueblos
- Chapel Hill
- Cornersville
- Lewisburg
- Petersburg